# لطرون
۳۱°۵۰′۰۸″ شمالی ۳۴°۵۸′۴۹″ شرقی / ۳۱٫۸۳۵۵۶°شمالی ۳۴٫۹۸۰۲۸°شرقی
لطرون (به عبری: לטרון؛ به عربی: اللطرون، اللطرون) یک تپه استراتژیک در برآمدگی لطرون در دره ایالون است. این تپه بر جاده بین تل‌آویو و اورشلیم مشرف است و در فاصله ۲۵ کیلومتری غرب اورشلیم و ۱۴ کیلومتری جنوب شرقی رمله قرار دارد. این مکان در طول جنگ ۱۹۴۸ صحنه نبردهای شدیدی بود. در دوره ۱۹۴۹-۱۹۶۷، این منطقه توسط اردن در لبه منطقه حائل بین خطوط آتش‌بس اشغال شده بود. در جنگ ۱۹۶۷، اسرائیل آن را اشغال کرد.
این تپه شامل دیر لطرون، مینی اسرائیل (پارکی با ماکت‌های مقیاس شده از ساختمان‌های تاریخی سراسر اسرائیل)، مرکز بین‌المللی مطالعات مهاجرت پرندگان (ICSBM)، بنای یادبود ید لا-شیریون برای سربازان نیروهای زرهی کشته شده در نبرد، و موزه تانک‌های نظامی است. ناوه شالوم (واحه صلح) یک جامعه مشترک اسرائیلی-فلسطینی بر روی تپه‌ای در جنوب لطرون است. پارک کانادا در شرق آن قرار دارد.

## ریشه‌شناسی
نام لطرون از ویرانه‌های یک قلعه صلیبی قرون وسطایی گرفته شده است. دو نظریه در مورد منشأ این نام وجود دارد:
1. این نام تحریفی از زبان فرانسوی قدیم La toron des chevaliers یا از زبان کاستیلی La torón de los caballeros (قلعه شوالیه‌ها) است که توسط شوالیه‌های معبد یا بنیان‌گذار کاستیلی آن، رودریگو گونزالس د لارا نام‌گذاری شده است.
2. این نام از لاتین Domus boni Latronis (خانه دزد خوب) گرفته شده است،[۴] نامی که زائران مسیحی قرن چهاردهم به یاد دزد توبه‌کار که توسط رومیان در کنار عیسی مصلوب شد، داده‌اند.[۵][۶]

## تاریخ

### در کتاب مقدس عبری
در کتاب مقدس عبری، دره ایالون محل نبردی بود که در آن اسرائیلی‌ها به رهبری یوشع بن نون، اموری‌ها را شکست دادند.

### دوره هلنیستی
بعدها، یهودای مکابی اردوگاه خود را در اینجا برای نبرد با یونانیان سلوکی که به یهودیه حمله کرده و در عمواس اردو زده بودند، برپا کرد؛ این مکان امروزه توسط باستان‌شناسان به عنوان «خروات عکد» شناسایی شده است. طبق کتاب مکابیان، یهودای مکابی متوجه شد که یونانیان قصد دارند به موقعیت او حمله کنند و با موفقیت مهاجمان را در کمین گرفت. پیروزی یهودیان در نبردی که بعدها به نام نبرد عمواس شناخته شد، منجر به خودمختاری بیشتر یهودیان تحت حکومت حشمونیان در قرن بعد شد.

### دوره صلیبی
در لطرون بقایای کمی از قلعه وجود دارد که گفته می‌شود در دهه ۱۱۳۰ توسط یک نجیب‌زاده کاستیلیایی به نام رودریگو گونزالس د لارا ساخته شده است که بعداً آن را به شوالیه‌های معبد داد. برج اصلی بعداً با یک محوطه مستطیلی با اتاق‌های طاق‌دار احاطه شد. این به نوبه خود توسط یک حیاط بیرونی محصور شد که یکی از برج‌های آن باقی مانده است.

### دوره عثمانی

#### روستا
ولید خالدی در کتابش همه آنچه باقی مانده، ال-لطرون را به عنوان یک روستای کوچک که در اواخر قرن نوزدهم توسط روستاییان از عمواس نزدیک تأسیس شده بود، توصیف می‌کند. 

#### صومعه تراپیست
در دسامبر ۱۸۹۰، صومعه‌ای (دیر) در لطرون توسط راهبان فرانسوی، آلمانی و فلاندری از فرقه تراپیست، از صومعه سپت-فون در فرانسه، به درخواست مونسیگنور پویت از پاتریارک لاتین اورشلیم تأسیس شد. صومعه به «بانوی ما از هفت غم» (Our Lady of Sorrows) تقدیم شده است. مراسم مذهبی به زبان فرانسوی برگزار شد. راهبان 'هتل مکابی'، که قبلاً 'هاوارد' نامیده می‌شد، را از برادران باتاتو به همراه دویست هکتار زمین خریداری کردند و جامعه را در ساختمانی که هنوز در حوزه صومعه‌ای قرار دارد، آغاز کردند.
مجموعه قدیمی صومعه بین سال‌های ۱۸۹۱ و ۱۸۹۷ ساخته شد. در سال ۱۹۰۹ به وضعیت یک اولویت و در سال ۱۹۳۷ به وضعیت یک صومعه ارتقا یافت. جامعه بین سال‌های ۱۹۱۴ تا ۱۹۱۸ توسط ترک‌های عثمانی اخراج شد و ساختمان‌ها غارت شدند، و یک صومعه جدید در طول سه دهه بعد ساخته شد.
راهبان با استفاده از دانش کسب شده در فرانسه و مشاوره از یک کارشناس در استخدام بارون ادموند جیمز دو روتشیلد از کارخانه شراب‌سازی کارمل-میزراخی، یک تاکستان تأسیس کردند. امروزه آن‌ها انواع مختلفی از شراب‌ها را تولید می‌کنند که در فروشگاه صومعه و جاهای دیگر به فروش می‌رسد.

### قیمومت بریتانیا
در سرشماری ۱۹۲۲ فلسطین، که توسط مقامات قیمومت بریتانیا انجام شد، لطرون جمعیتی ۵۹ نفری داشت که همگی مسلمان بودند. علاوه بر این، دیر لاتران («صومعه لطرون») جمعیتی ۳۷ نفری از مردان مسیحی داشت. در سرشماری ۱۹۳۱ آن‌ها با هم شمارش شدند و لاتران جمعیتی ۱۲۰ نفری داشت؛ ۷۶ مسلمان و ۴۴ مسیحی، در مجموع ۱۶ «خانه».
در طول جنگ جهانی اول، صومعه آسیب‌های قابل توجهی دید. لطرون و نواحی اطراف آن صحنه نبردهای سنگینی در طول کارزار سینا و فلسطین بود، یک حمله که در پاییز ۱۹۱۷ توسط قدرت‌های متفقین علیه امپراتوری عثمانی و متحدانش آغاز شد. مبلمان داخلی صومعه، همچنین تمام پنجره‌ها و درهای آن، یا غارت شدند یا در نتیجه درگیری تخریب شدند. پس از جنگ، یک صومعه جدید در سال ۱۹۲۶ در لطرون ساخته شد و سرداب در سال ۱۹۳۳ تکمیل شد. با این حال، کلیسا دوباره در طول جنگ عرب-اسرائیل ۱۹۴۸ آسیب دید و نیاز به بازسازی بیشتر داشت. این کار تکمیل شد و کلیسا به طور رسمی در ۲۱  نوامبر ۱۹۵۳ تقدیس شد.

یک مدرسه برای پسران جوان، از سال ۱۹۳۱ تا ۱۹۶۳ فعالیت داشت و بسیاری از دعوت‌ها برای جامعه، به ویژه راهبان لبنانی، را فراهم کرد.

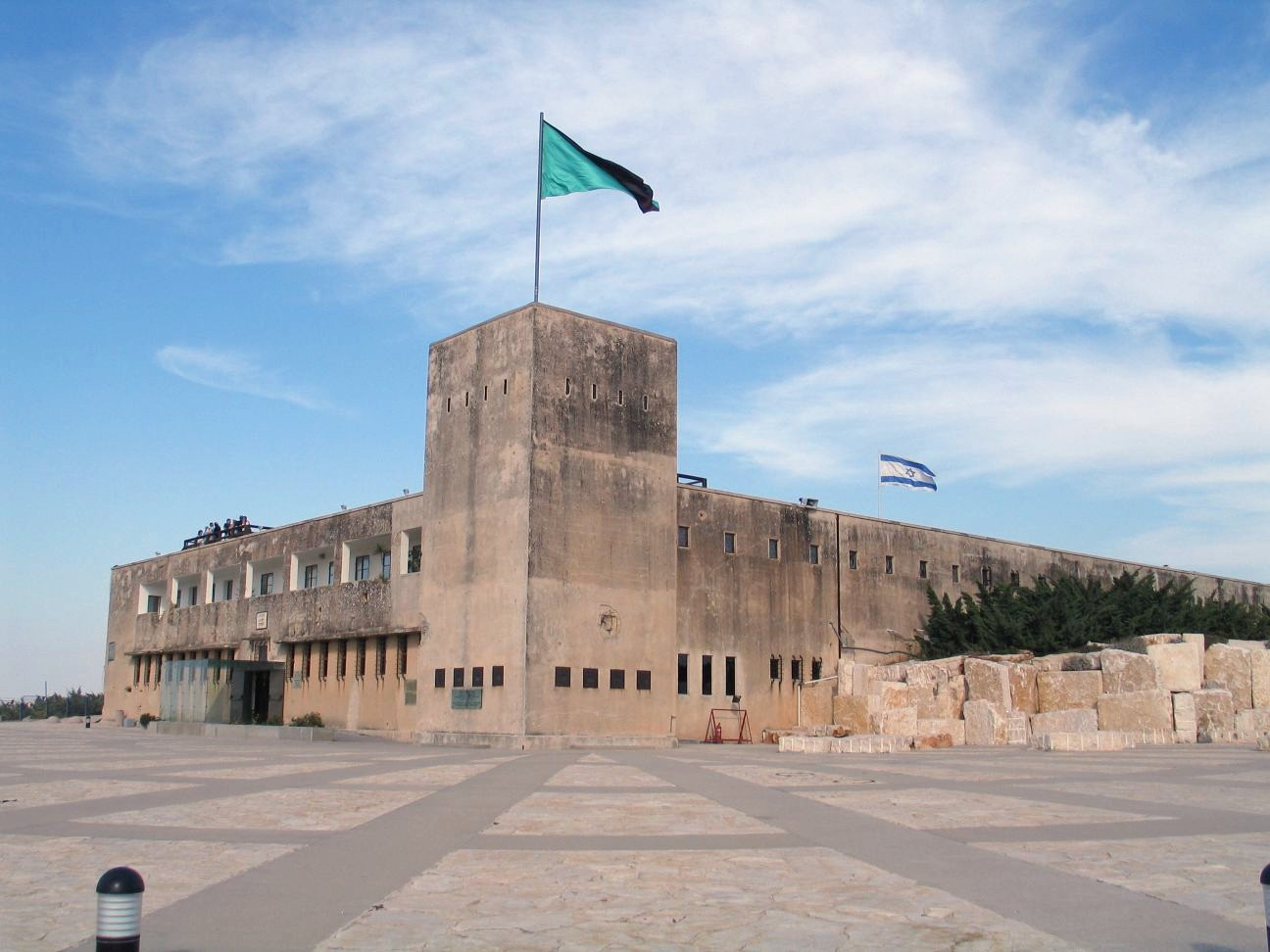
قلعه پلیس تگارت

پس از شورش عربی ۱۹۳۶-۱۹۳۹، مقامات بریتانیایی تعدادی قلعه پلیس (به نام قلعه‌های تگارت به نام طراح آن‌ها) در مکان‌های مختلف ساختند؛ لطرون به دلیل اهمیت استراتژیک آن، به ویژه موقعیت غالب آن بر جاده تل‌آویو-اورشلیم انتخاب شد. بسیاری از اعضای یه‌شو که در برابر اداره بریتانیا مقاومت کرده بودند، در یک اردوگاه بازداشت در لطرون زندانی شدند. موشه شارت، که بعداً دومین نخست‌وزیر اسرائیل شد، و چندین عضو دیگر کمیته اجرایی آژانس یهود، در سال ۱۹۴۶ برای چندین ماه در لطرون نگهداری شدند.
طبق آمار ۱۹۴۵، جمعیت روستای لطرون به ۱۹۰ مسیحی افزایش یافته بود، با مجموع ۸۳۷۶ دونم زمین.

### جنگ‌های عرب-اسرائیل ۱۹۴۸ و ۱۹۶۷

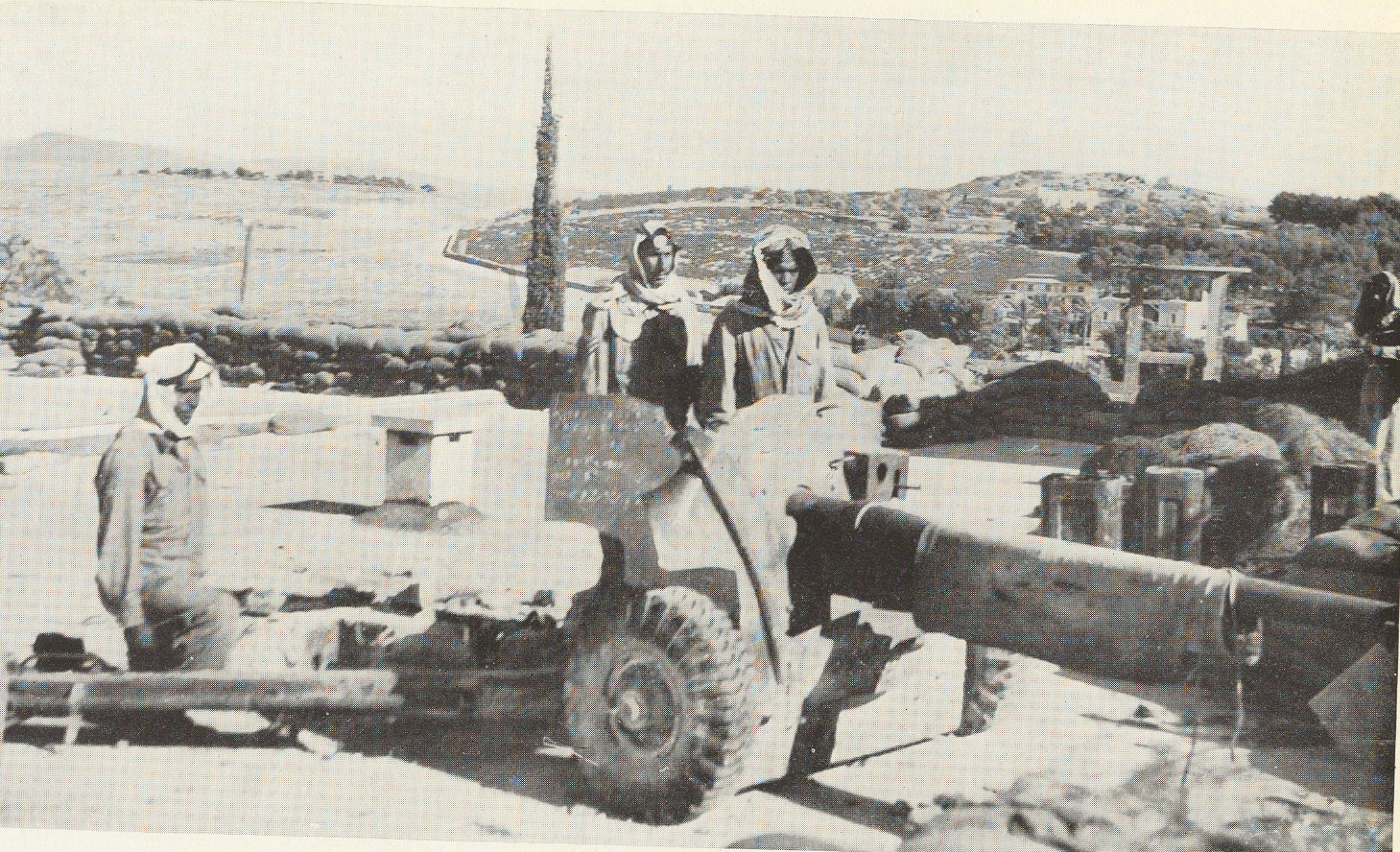
توپچی‌های لژیون عرب بر روی قلعه پلیس لطرون، ۱۹۴۸

جاده از دشت ساحلی به اورشلیم پس از خروج بریتانیا و تحویل قلعه لطرون به هنگ عربی اردن مسدود شد. نیروهای مسلح عرب از قلعه برای گلوله‌باران وسایل نقلیه اسرائیلی که در جاده زیر حرکت می‌کردند، استفاده می‌کردند و عملاً محاصره نظامی بر اورشلیم و ساکنان یهودی آن تحمیل می‌کردند، با وجود اینکه برنامه سازمان ملل این بود که اورشلیم به عنوان یک منطقه بین‌المللی باقی بماند و نه اردن، اسرائیل و نه کمیته عالی عرب فلسطین بر آن حاکمیت داشته باشند.
در ۲۴ مه ۱۹۴۸، ده روز پس از منشور استقلال اسرائیل بر اساس قطعنامه ۱۸۱ مجمع عمومی سازمان ملل و حملات عربی که به دنبال آن انجام شد، قلعه هنگ عربی اردن توسط نیروهای ترکیبی تیپ ۷ زرهی (هاتیفا شیوا) تازه تأسیس اسرائیل، و یک گردان از تیپ الکساندرونی مورد حمله قرار گرفت. آریل شارون، که در آن زمان فرمانده یک دسته بود، در لطرون همراه با بسیاری از سربازانش زخمی شد. حمله، با نام رمز عملیات «بن نون الف (۲۴-۲۵ مه)»، ناموفق بود و تلفات سنگینی داشت. در ۳۱ مه ۱۹۴۸، حمله دوم به قلعه، با نام رمز «عملیات بن نون بت»، نیز شکست خورد، اگرچه دفاع‌های بیرونی شکسته شده بود. 

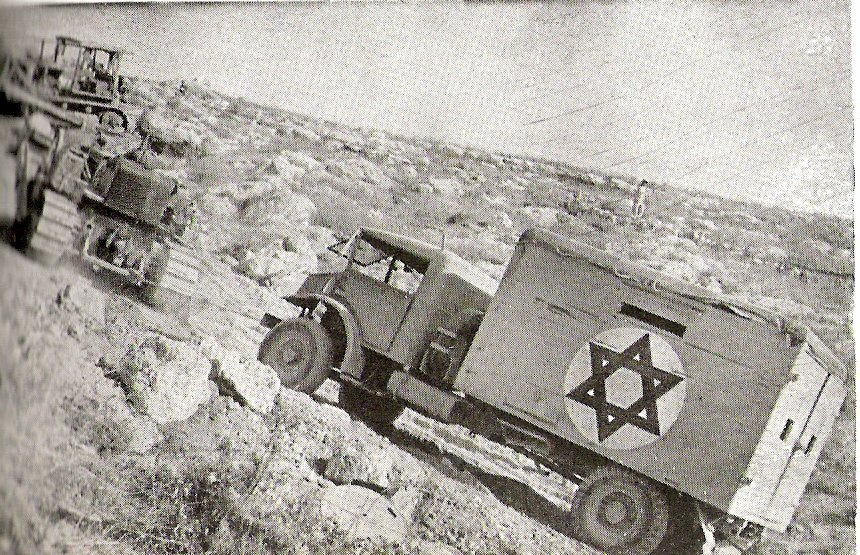
یک بولدوزر در حال یدک کشیدن یک کامیون در «جاده برمه» به سمت اورشلیم، ژوئن ۱۹۴۸

بسیاری از جنگجویان اسرائیلی جوانانی بودند که به تازگی از هولوکاست نجات یافته و به کشور رسیده بودند و آموزش نظامی کمی داشتند. رقم رسمی تلفات برای هر دو نبرد ۱۳۹ نفر بود. 
برای دور زدن جاده مسدود شده، یک جاده موقت استتار شده از طریق کوه‌های به ظاهر غیرقابل عبور به سمت اورشلیم تحت فرماندهی میکی (دیوید) مارکوس ساخته شد. این جاده از مسیرهای اصلی که توسط لطرون نادیده گرفته می‌شد، عبور کرد و به نام جاده برمه نامگذاری شد، به نام خط تأمین اضطراری هم‌نام آن بین کونمینگ (چین) و لاشیو (برمه)، که توسط متفقین در جنگ جهانی دوم بداهه‌سازی شده بود. تا ۱۰ ژوئن ۱۹۴۸، جاده به طور کامل عملیاتی شد و به محاصره یک ماهه عرب‌ها پایان داد.
در ۲ اوت، کمیسیون آتش‌بس توجه شورای امنیت را به امتناع عرب‌ها از اجازه دادن به آب و مواد غذایی برای رسیدن به اورشلیم غربی یهودی جلب کرد. پس از مذاکرات فراوان، توافق شد که کاروان‌های سازمان ملل مواد غذایی را حمل کنند، اما کاروان‌ها اغلب تحت آتش تک‌تیراندازها قرار می‌گرفتند. تا اواخر اوت، وضعیت بهبود یافت. تخریب ایستگاه پمپاژ لطرون باعث شد که آب به مقدار کافی به اورشلیم غربی جریان نیابد، اما اسرائیلی‌ها یک خط لوله آب کوچک کمکی در امتداد «جاده برمه» ساختند که حداقل مقدار آب را تأمین می‌کرد.
پس از «عملیات دنی»، نیروهای اسرائیلی انتظار یک حمله متقابل اردنی، احتمالاً از لطرون، را داشتند، اما شاه عبدالله در محدوده توافق ضمنی با آژانس یهود باقی ماند و نیروهای خود را در لطرون نگه داشت.

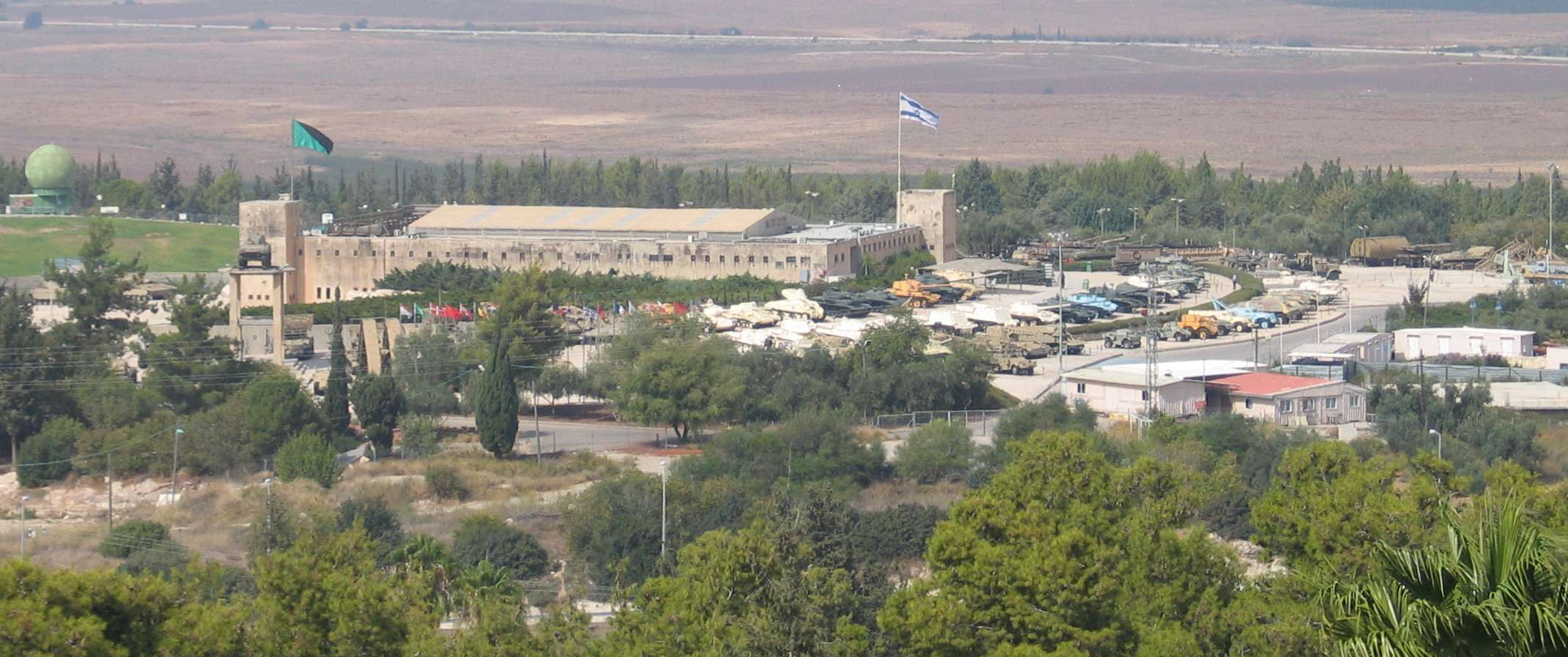
موزه «یاد لا-شیریون».

در توافق‌نامه‌های آتش‌بس ۱۹۴۹، قلعه به عنوان یک چشمگیر تحت کنترل اردن باقی ماند، که به نوبه خود توسط یک محیط منطقه بی‌طرف احاطه شده بود. طبق توافق‌نامه آتش‌بس، اردن نباید مسافران اسرائیلی که از این جاده استفاده می‌کردند را مختل می‌کرد؛ در عمل، حملات مداوم تک‌تیراندازها اسرائیل را مجبور به ساخت یک جاده بای‌پس در اطراف چشمگیر کرد. 
در جنگ شش روزه ۱۹۶۷، لطرون توسط نیروهای دفاعی اسرائیل تصرف شد و جاده اصلی به اورشلیم بازگشایی و برای سفر ایمن شد. 

### از زمان جنگ شش روزه
جامعه صومعه‌ای لطرون اجازه داد دو جامعه، ناوه شالوم و یک وابسته به عیسی-برودرشافت، در زمین‌های آن تأسیس شوند. قلعه تگارت به یادبود یاد لا-شیریون برای سربازان کشته شده سپاه زرهی اسرائیل تبدیل شد و یک موزه در آنجا تأسیس شد.